# Elke Drüll
Elke Drüll, född den 1 april 1956 i Neuss i Tyskland, är en västtysk landhockeyspelare.
Hon tog OS-silver i damernas landhockeyturnering i samband med de olympiska landhockeytävlingarna 1984 i Los Angeles.